# HL del Taure
HL del Taure (HL Tauri) és una estrella T Tauri molt jove a la constel·lació del Taure, a uns 450 anys llum (140 pc) de la Terra en el Núvol Molecular de Taure. La lluminositat i la temperatura efectiva d'HL Tauri implica que la seva edat és de menys de 100.000 anys. Amb una magnitud aparent de 15.1, és massa feble per ser vista a ull nu. Està envoltada per un disc protoplanetari marcat per bandes fosques visibles en la radiació submilimètrica que poden indicar un nombre de planetes en el procés de formació. S'acompanya per l'objecte de Herbig-Haro HH 150, un doll de gas emès al llarg de l'eix de rotació del disc que està col·lidint amb pols interestel·lar a prop i gas.